# جون ألسويرث فايس
جون ألسويرث فايس (بالإنجليزية: John Ellsworth Weis)‏ هو رسام أمريكي، ولد في 1892 في مقاطعة باول في الولايات المتحدة، وتوفي في 1962.